# Andrés Bellizzi
Andrés Humberto Domingo Bellizzi Bellizi (Montevideo, 21 de abril de 1952 - desaparecido desde el 19 de abril de 1977) fue un publicista uruguayo, detenido desaparecido durante la dictadura cívico-militar uruguaya.

## Biografía
Tras haber realizado sus estudios secundarios en distintos liceos, cursó preparatorios de medicina. Además editaba el periódico El Sol, y trabajaba como pintor de letras y caricaturista de publicidad.
Vinculado al sector estudiantil de la Resistencia Obrero Estudiantil, emigró a Buenos Aires, Argentina, en 1974, donde fue detenido en medio de los preparativos de la primera conmemoración del golpe de Estado de 1973. Fue liberado un mes más tarde.
Durante su estadía en Argentina trabajó en sociedad con el uruguayo Jorge Gonçalves Busconi, como dueños de una despensa en Buenos Aires.

### Desaparición
El 19 de abril de 1977 desapareció en el trayecto a la realización de un trabajo en Villa Martelli, Partido de Vicente López, Provincia de Buenos Aires. Se presume que en conjunto con su amigo y socio Jorge Gonçalves Busconi (desaparecido el 14 de abril y visto por una testigo en el CCD El Club Atlético) fueron llevados por oficiales del Ejército Nacional de Uruguay a El Club Atlético, un centro clandestino de detención, tortura y exterminio que funcionó en la ciudad de Buenos Aires.